# Anolis paravertebralis
Espèce
Synonymes
- Dactyloa paravertebralis (Bernal-Carlo & Roze, 2005)

Anolis paravertebralis est une espèce de sauriens de la famille des Dactyloidae. 

## Répartition
Cette espèce est endémique de Colombie. Elle se rencontre dans la Sierra Nevada de Santa Marta.

## Publication originale
- Bernal-Carlo & Roze, 2005 : Lizards of the genus Anolis (Reptilia: Polychrotidae) from Sierra Nevada de Santa Marta, Colombia, with description of two new species. Novedades Colombianas Nueva Epoca, vol. 8, no 1, p. 9-26.